# Daniel Smeets
Pour les articles homonymes, voir Smeets.
Daniel Smeets, né à Verviers le 8 janvier 1960 est un homme politique belge, membre d'Ecolo.

Il a une licence en psychologie sociale (ULg,1982). Il a été psychologue, secrétaire de la régionale Écolo de Verviers et secrétaire politique du sénateur Paul-Joseph Benker.

## Carrière politique
- 1995-2004 : Député wallon et de la Communauté française
  - deuxième vice-président du bureau du Parlement wallon (12 juillet 1999-13 juin 2004)
- 2006- : conseiller communal de Verviers